# 林野 (美作市)
林野（はやしの）は、岡山県美作市にある大字である。旧称は倉敷（くらしき）。かつての英田郡倉敷村に相当する。旧倉敷村・倉敷町・林野町の役場や英田郡役所が置かれていた。
郵便番号は〒707-0041（美作郵便局管区） 。

## 概要
かつての英田郡美作町林野。旧称は倉敷。もとは英田郡倉敷村。美作市域のほぼ中部にあたり、市役所所在地だった栄町の南隣になるが、元来の周辺地域の中心だったのは当地であった（美作市役所は2025年（令和7年）5月7日に栄町から中国自動車道美作インターチェンジ西側の美来地区に移転した）。
古くは、備前岡山から因幡の鳥取へ往来する街道の宿場で、加えて川舟による米穀をはじめ、諸物資の集散地として発展。倉敷地となり、文字通り蔵屋敷が多く建ち並んだ。倉敷の地名もこれに由来する。
吉野川と梶並川の合流点内側に発達した古い町で、川に沿って町並をつくり、上町、本町、西ヶ浜、上茅町、下茅町、寺町、上本町などの町割りがあった。町の北側は山（城山）が迫る。
当地には真言宗安養寺、日蓮宗寿林寺、同宗国寺がある。安養寺の本造十一面観音立像は国の重要文化財。

## 沿革

### 歴史
古代においては林野郷、林野保に属した。
戦国時代には、現在の城山に江見伊豆守が倉敷山城を建造し、居城とした。現在も同城址が残る。
江戸時代初期、森氏が美作国一国を領したときには、国老森釆女可春が津山藩主として治めた（以後3代）。当地には国老屋敷が建てられ、当地は同藩にとって重要な拠点の一つであったとみられる。元禄10年、森氏除封後、国老屋敷を幕府の陣屋として代官を置き、明和3年まで天領となる。その後、新たな津山藩主松平家の所領となり明治におよんだ。『作陽誌』には戸数370、うち本百姓111軒、人数1,145人、うち男609人、女536人とある。
明治22年6月1日、英田郡倉敷・朽木・三倉田・三海田（現 栄町）の4村が合併して村制を施行、倉敷村と称し、当地倉敷に村役場を置く。同29年2月26日、町制を実施し、倉敷町へ改称。同33年、英田、吉野の2郡を併せて英田郡と称し、郡役所を倉敷町に置く。
ついで大正7年4月1日、町名を林野町、大字倉敷も林野と改称する（詳細後述）。
昭和28年4月1日、林野町は同郡豊田村、構原村、勝田郡湯郷町と合併して美作町となる。その頃の林野は、中小工業・商業と農業との併存の町で、米・麦・まゆ・木材・金属切削工具を主要産物とした。

### 地名の由来
旧称の「倉敷」は、「倉敷地」に由来する。倉敷地とは領地で集められた年貢や貢納物を遠隔地の領主の元に輸送するために、それらを集め保管しておく場所のことをいい、その場所には蔵屋敷が建ち並んだことに因む言葉といわれる。当地は、古くは倉敷地であった。
林野は、古代から中世において、英田郡の当地周辺にあった郷「林野郷」、およびそれを継ぐとされる「林野保」に因む。「林野」の由来は不詳。
前述の通り、大正7年4月1日、倉敷町および同町内の大字倉敷を林野町・林野と改称するが、これは、同一県内の都窪郡（旧窪屋郡）にも倉敷町（旧倉敷村。現在の倉敷市中心部）があり、さらに交通と経済のうえで支障が多い（実際に郵便や宅配の誤配が発生していた）ことを考慮し、かつての林野郷や林野保の由来して新地名とした。

### 年表
| 年月日          | 出来事 | 備考 |
| --------------- | --- | ---- |
| 慶長8年         | 森氏を藩主とする津山藩が立藩され、同藩の所領となる。                                                                   |      |
| 元禄10年        | 徳川幕府領となり、陣屋が設置され、代官が派遣される。                                                                   |      |
| 明和3年         | 津山藩松平氏の所領となる。                                                                                             |      |
| 明治22年6月1日  | 町村制施行により、英田郡倉敷村・三海田村・三倉田村・朽木村が合併して同郡倉敷村を新設。倉敷に役場を設置。。             |      |
| 明治29年        | 英田郡倉敷村が町制施行し、倉敷町に改称。                                                                               |      |
| 明治33年4月1日  | 英田郡・吉野郡が統合されて英田郡となる。                                                                               |      |
| 大正7年         | 倉敷町が林野町、大字の倉敷が林野へ改称。                                                                               |      |
| 昭和28年4月1日  | 林野町が英田郡豊田村・楢原村、勝田郡湯郷町・豊国村と合併、英田郡美作町を新設。三海田（現栄町）に役場を設置。           |      |
| 平成17年3月31日 | 英田郡美作町・英田町・作東町・大原町・東粟倉村・勝田郡勝田町が合併し、美作市を新設。栄町の旧美作町役場に市役所を設置。 |      |

## 地勢
山岳
- 城山

河川
- 吉野川
  - 梶並川

## 主要施設
公的施設
- 美作市歴史民俗資料館
- ハローワーク美作
- 美作市林野公民館
- 町並保存館蔵
- 美作警察署林野交番
- 岡山県美作地区職員寮
- 岡山県職員官舎

医療施設
- 江川医院

一般企業・商店
- 日笠商事
- 美作宇部生コンクリート
- リバーサイド湯郷

神社仏閣・その他宗教施設
- 寿林寺
- 法眼寺
- 安養寺
- 金比羅大権現
- 黒住教林野教会所

史跡
- 倉敷山城跡 - 城山
- 安養寺本造十一面観音立像 - 国指定重要文化財

## 交通
道路
- 岡山県道51号
- 国道179号

旧街道
- 出雲街道